# Invariância
Em matemática e física teórica, invariância, é uma propriedade de um sistema e suas grandezas, as quais permanecem imutáveis, caracterizando uma grandeza invariante, sobre qualquer transformação. Exemplos de invariantes incluem a velocidade da luz sob uma transformação de Lorentz e o tempo sob uma transformação de Galileu. Muitas destas transformações representam deslocamentos entre referenciais de diferentes observadores, e então pela invariância do teorema de Noether sob uma transformação representa uma lei de conservação. Por exemplo, a invariância sob translação leva à conservação do momento, e invariância no tempo leva a conservação de energia.
Invariantes são muito importantes na moderna física teórica, e muitas teorias são de fato expressas em termos de suas simetrias e invariantes.
Covariância e contravariância generaliza as propriedades matemáticas de invariância em matemática de tensores, e são frequentemente usadas em eletromagnetismo e relatividade especial e geral.